# Naturreservat Petgärdeträsk

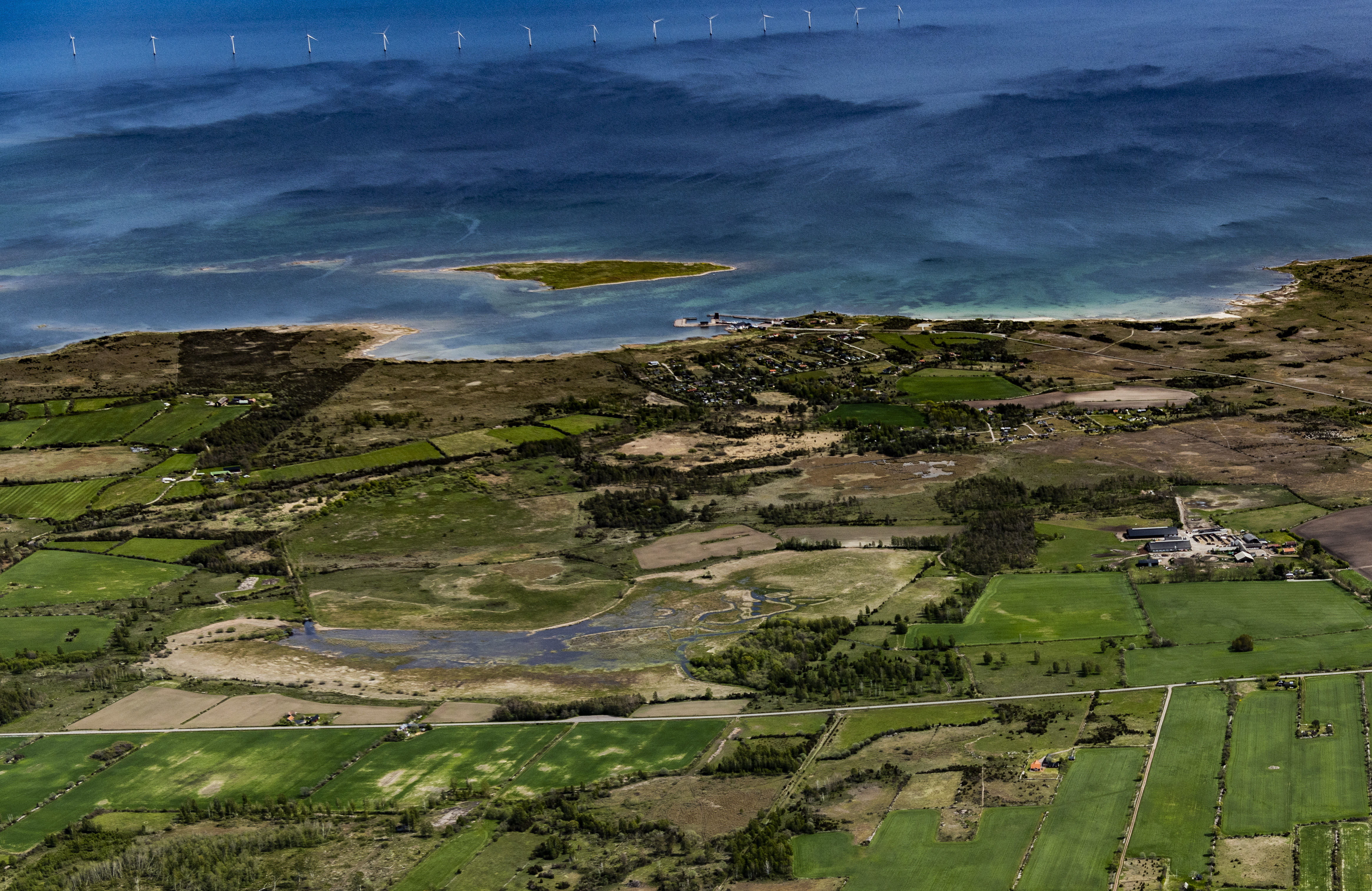
Dies ist ein Foto von einem geschützten Naturgebiet in Schweden mit der ID: 2002662

Das Naturreservat Petgärdeträsk ist ein unter Naturschutz stehendes Feuchtgebiet auf der schwedischen Ostseeinsel Öland. Das Gebiet ist als Natura-2000-Gebiet ausgewiesen.
Das im nördlichen Teil der Insel, östlich der an der Ostküste entlang führenden Landstraße gelegene Gebiet untergliedert sich in die Moore Petgärdeträsk, Träskmossen und das flache Tallträsket.
Im Petgärdeträsk herrschen Schilf, Rohrkolben und Binsenschneide vor. Das östlich hiervon gelegene Träskmossen ist ein langsam verlandender, kalkreicher Sumpf. Auch er wird von Binsenschneide dominiert. Südöstlich liegt Tallträsket.
Neben den im Gebiet vorkommenden zum Teil seltenen Pflanze wie Orchideen und Rostrotes Kopfried ist das Feuchtgebiet Heimat für viele Vogelarten. Es kommen Wasserralle, Rohrweihe, Rothalstaucher, Knäkente und Beutelmeise. Auch seltene Käferarten wurden gefunden.
Zur Beobachtung wurden sowohl im südlich gelegenen Weidenwald, als auch im westlich angrenzenden Kiefernwald Beobachtungstürme errichtet.